# Restauracja fresków w kaplicy Sykstyńskiej

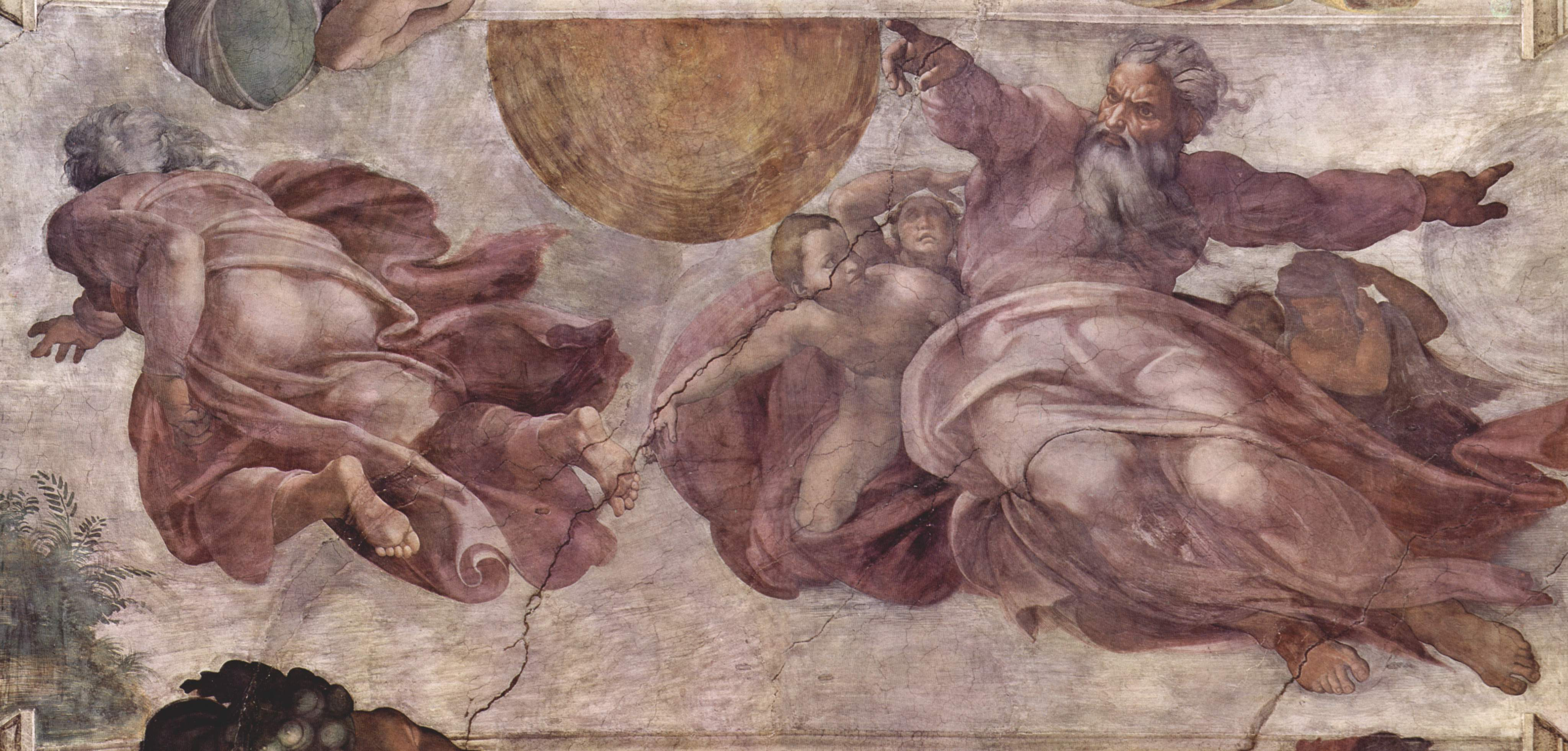
Michał Anioł, Bóg stwarzający Słońce i Księżyc, fresk na sklepieniu kaplicy Sykstyńskiej (przed konserwacją)

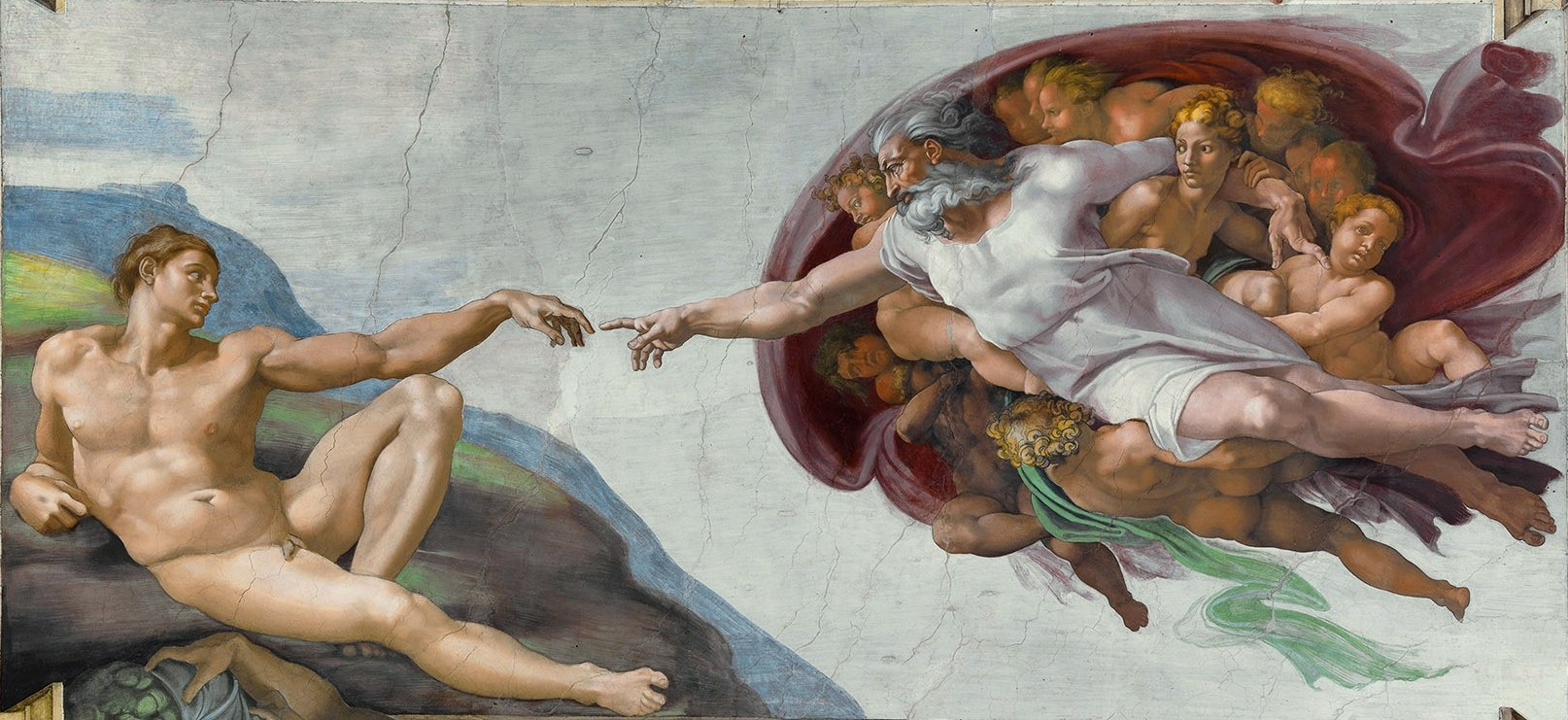
Michał Anioł, Stworzenie Adama (po konserwacji)

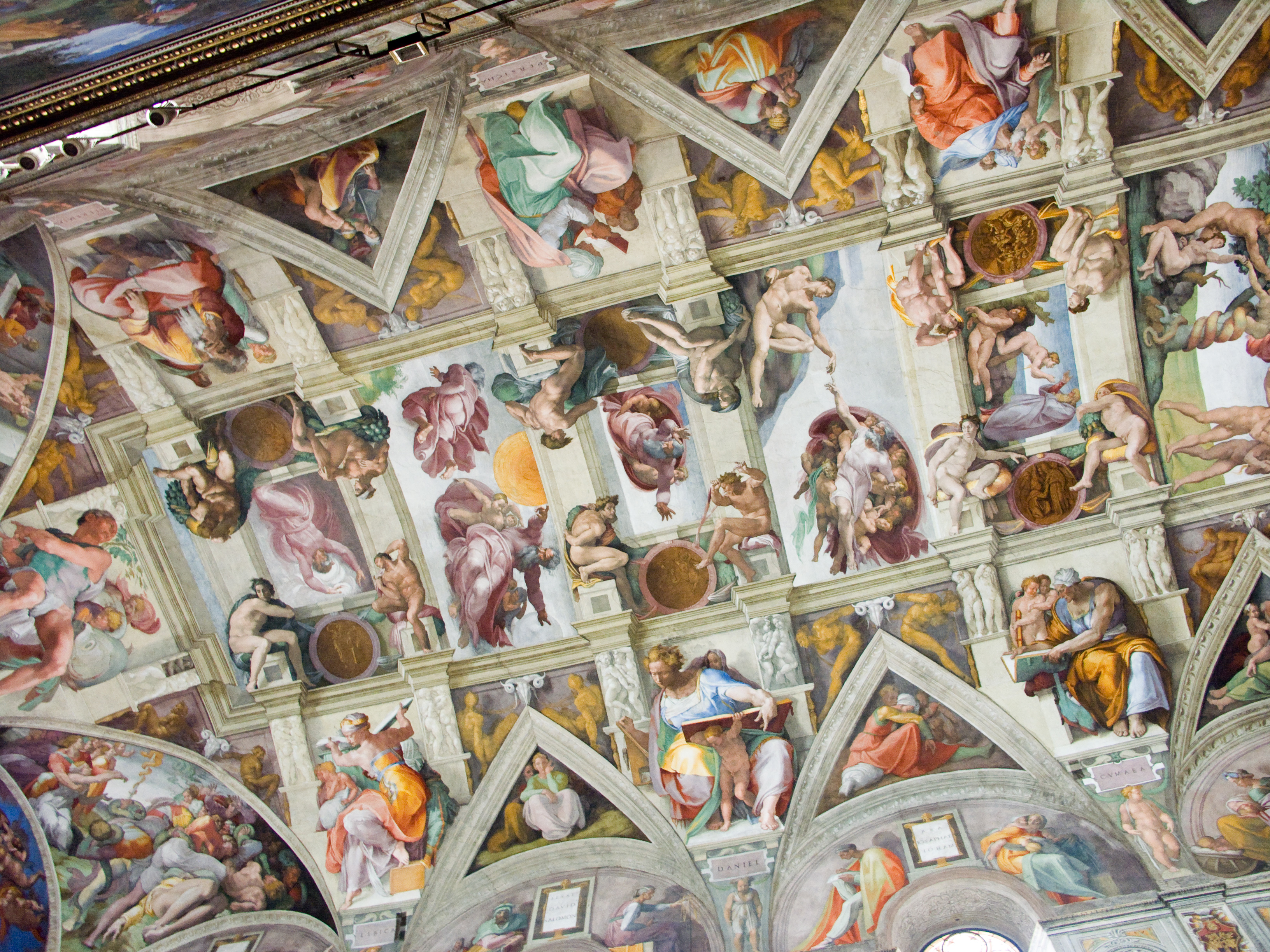
Fragment sklepienia kaplicy zawierający reprodukowane powyżej sceny (po konserwacji)

Restauracja fresków w kaplicy Sykstyńskiej była jednym z najważniejszych tego typu działań w XX wieku.
Kaplica Sykstyńska została wzniesiona za pontyfikatu Sykstusa IV w Watykanie, na północ od bazyliki św. Piotra. Jej budowa ukończona została ok. 1481 roku. Ściany zostały pokryte malowidłami przez licznych, renesansowych malarzy włoskich, którzy należeli do najwybitniejszych artystów 2 poł. XV w.: Ghirlandaio, Perugina i Botticellego. Kaplica została ponownie upiększona za pontyfikatu Juliusza II dzięki malowidłom na sklepieniu, pędzla Michała Anioła, powstałym w latach 1508–1512 oraz dzięki malowidłu przedstawiającemu "Sąd Ostateczny", którego wykonanie zlecił Michałowi Aniołowi papież Klemens VII, a które ukończone zostało w 1541 roku. Tapiserie w dolnej kondygnacji ścian, dziś lepiej znane z kartonów Rafaela (stanowiących ich projekty) z lat 1515–16, dopełniały całości.
Zespół malowideł z kaplicy Sykstyńskiej stanowi największe malarskie przedsięwzięcie renesansu. Poszczególne sceny namalowane na sklepieniu przez Michała Anioła należą do najważniejszych dzieł sztuki zachodniej, jakie kiedykolwiek powstały. Freski kaplicy Sykstyńskiej, a w szczególności malowidła na sklepieniu i w lunetach, dzieło Michała Anioła, były przedmiotem licznych restauracji, z których ostatnia miała miejsce w latach 1980–1994. Ta restauracja miała głęboki wpływ na miłośników sztuki i historyków sztuki, ponieważ kolory i detale, które nie były widoczne przez stulecia, stały się znowu widoczne. Stwierdzono, że w rezultacie działań konserwatorów "wszystkie książki o Michale Aniele będą musiały być napisane od nowa". Niektórzy, tak jak historyk sztuki James Beck z ArtWatch International, był niezwykle krytyczny wobec restauracji fresków, twierdząc, iż konserwatorzy nie zdawali sobie sprawy z prawdziwych intencji twórcy. Jest to więc temat nieustających sporów.

## Wcześniejsze restauracje

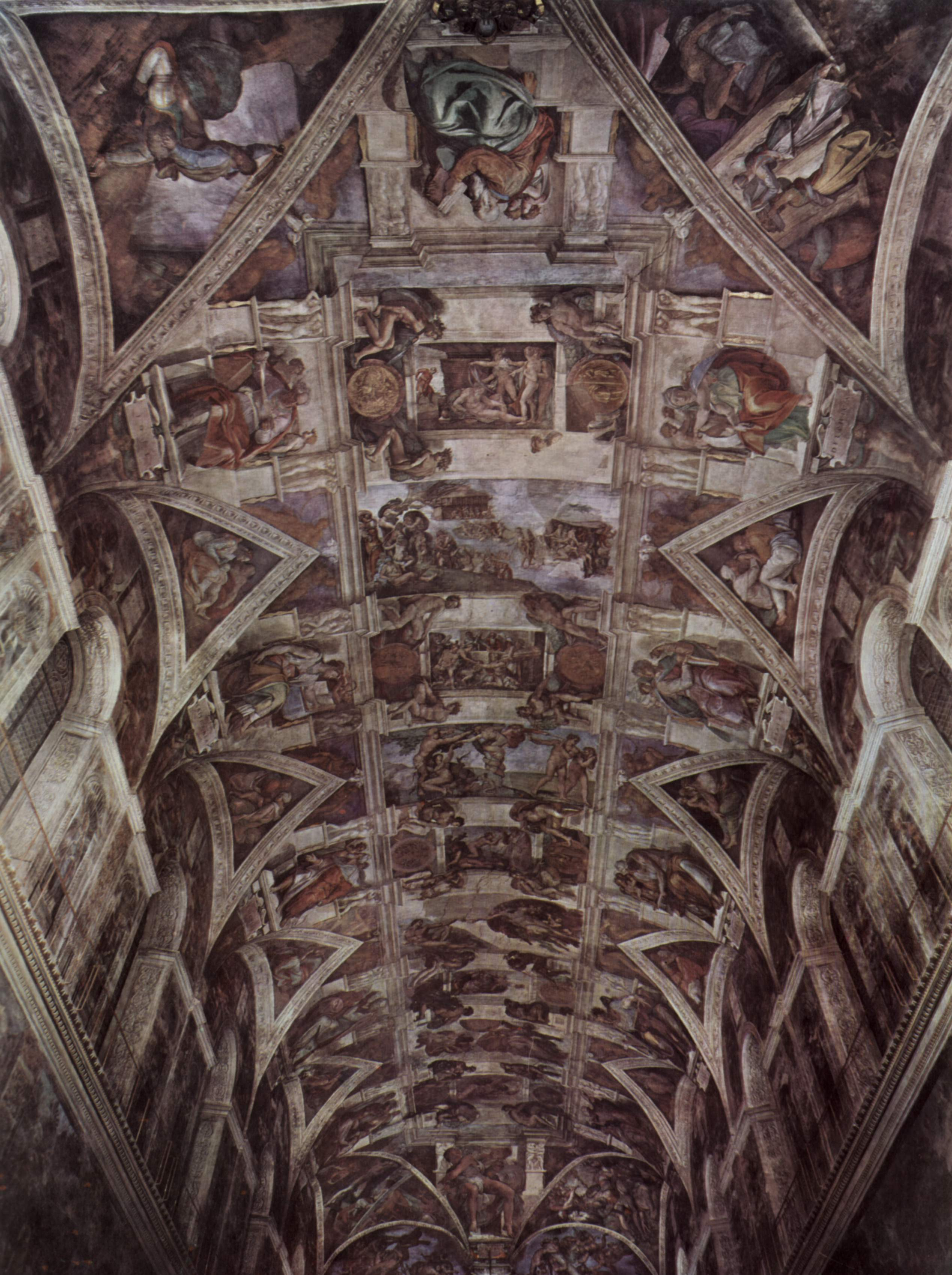
Kaplica Sykstyńska przed podjęciem prac restauratorskich

Pierwsze problemy ze sklepieniem zostały spowodowane przez wodę przedostającą się z górnej kondygnacji. Ok. 1547 Paolo Giovio pisał, że sklepienie zostało zniszczone przez saletrę i zaczęło pękać. Saletra widoczna była na powierzchni w postaci białego nalotu, tzw. wysolenia. Gianluigi Colalucci, główny konserwator z Pracowni Restauracji Malowideł w Papieskich Zabytkach, Muzeach i Galeriach, stwierdził w swoim artykule "Kolory Michała Anioła odkryte na nowo", że wcześniejsi konserwatorzy wykonywali tylko działania "kosmetyczne" przez nanoszenie oleju lnianego albo orzechowego, co sprawiało, że wysolenia stawały się bardziej transparentne.
W 1625 roku Simone Lagi, "miejscowy złotnik" przeprowadził restaurację, odkurzając sklepienie lnianymi szmatkami i czyszcząc malowidła przy pomocy miąższu chleba (używanego jak gumka do wycierania). Miejscowo namaczał on chleb, by usunąć bardziej uporczywe nawarstwienia. Z jego relacji wynika, że freskom "przywrócone zostało ich pierwotne piękno bez uczynienia im żadnej szkody". Colalucci stwierdził, że Lagi "prawie na pewno" naniósł warstwę klejowego "werniksu", aby ożywić kolory, jednak nie wspomniał o tym w swojej relacji, chcąc "zachować ten sekret swojego [restauratorskiego] rzemiosła".
Między rokiem 1710 a 1713 kolejnej restauracji podjął się malarz Annibale Mazzuoli wraz z synem. Używali oni gąbek, które nasączali greckim winem, co według Colalucciego spowodowane zostało koniecznością usunięcia nawarstwień brudu złożonego z sadzy i kurzu wklejonego w tłuste warstwy z wcześniejszej renowacji. Mazzuoli pracował potem na sklepieniu, według Colalucciego, wzmacniając kontrasty poprzez przemalowanie detali. Restauratorzy także zamalowali niektóre obszary kolorów, które zniknęły pod warstwą białego nalotu soli. Powierzchnie te zamalowano za pomocą kreskowania. Colalucci stwierdził, że Mazzuoli również zastosował dużo klejowego "werniksu". Ta restauracja koncentrowała się na sklepieniu i w mniejszym stopniu obejmowała lunety.
Przedostatnia restauracja została podjęta przez Pracownię Restauracji Muzeum Watykańskiego w latach 1935–1938. Zakres prac obejmował konsolidację niektórych obszarów intonaco (wykończeniowej, najdelikatniejszej warstwy tynku, stanowiącej bezpośrednie podłoże pod fresk) we wschodniej części budowli, a także częściowe usunięcie sadzy i brudu.

## Ostatnio przeprowadzone prace restauratorskie

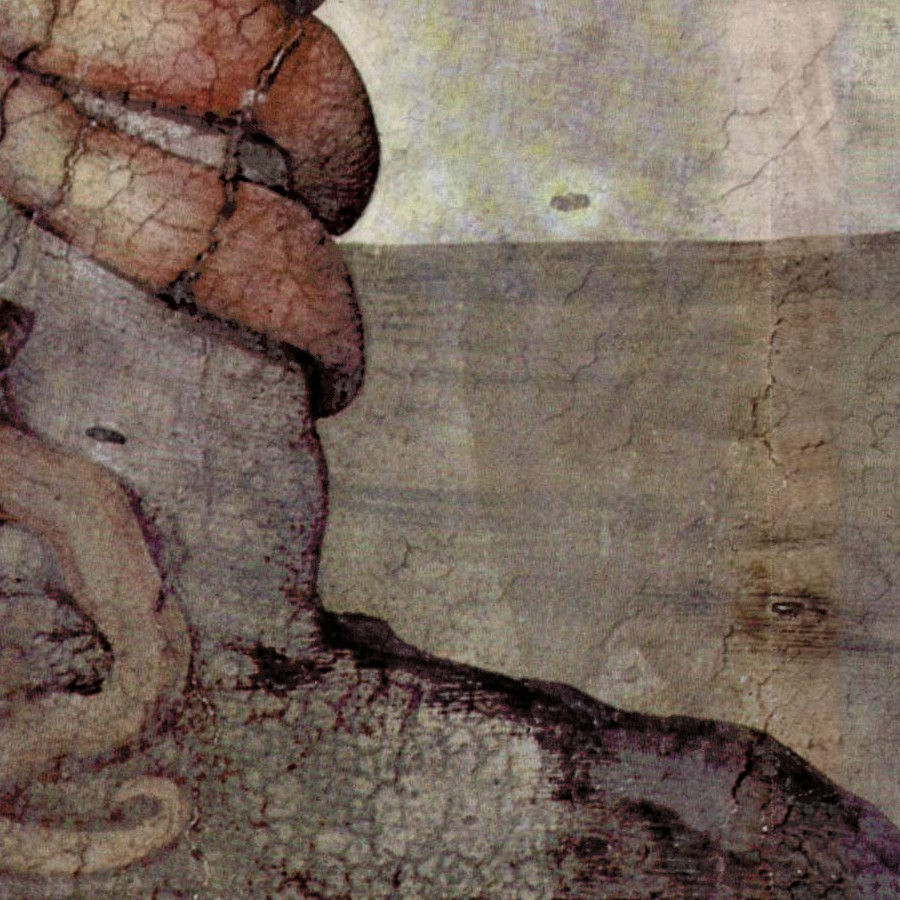
Fragment fresku Wygnanie z Raju – pociemniałe kolory, pęknięcia zaprawy, metalowe elementy (wcześniejsze próba stabilizacji pęknięć), zacieki od wody, wysolenia (azotan potasu) z zanieczyszczeniami oraz przemalowania

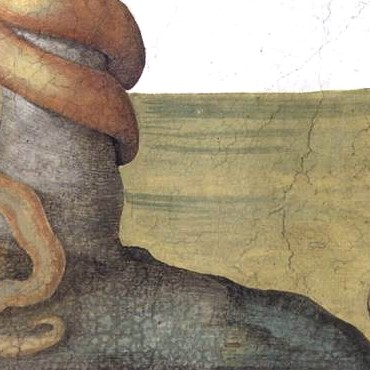
Ten sam fragment – rozjaśnienie kolorów po oczyszczeniu fresku. Największe pęknięcia zostały wypełnione zaprawą i pomalowane na kolor dopasowany do otoczenia. Mniejsze pęknięcia są bardziej widoczne przez kontrast z jasną powierzchnią. Otoczki z azotanu potasu są nieusuwalne

Wstępne przygotowania do ostatnio przeprowadzonej restauracji fresków w kaplicy Sykstyńskiej rozpoczęło się w 1979. Grupa konserwatorów, w skład której weszli Gianluigi Colalucci, Maurizio Rossi, Piergiorgio Bonetti i inni, przyjęła za swój przewodnik "Zasady restauracji dzieł sztuki" ustalone w 1978 r. przez Carla Pietrangeliego, dyrektora Watykańskiej Pracowni Restauracji Malarstwa i stanowiące podstawę dla procedur i metod w restauracji. Ważnym elementem współczesnej restauracji, według tych zasad, są badania i analizy dzieła sztuki. Było to dokumentowanie każdego etapu procesu restauracji. Autorem tej dokumentacji był fotograf Takashi Okamura z Nippon Television Network Corporation.
Od czerwca 1980 do października 1984 przeprowadzono pierwszy etap restauracji, tj. prace nad malowidłami Michała Anioła w lunetach sklepienia. Następnie skupiono się na sklepieniu głównym, które ukończono w grudniu 1989 r. Ostatnim etapem prac objęto fresk "Sąd Ostateczny". Restauracja została odsłonięta przez papieża Jana Pawła II 8 kwietnia 1994.  Ostatnim etapem była restauracja fresków naściennych zatwierdzona w 1994 i odsłonięta 11 grudnia 1999.

### Cele konserwatorów
Cele konserwatorów były następujące:
- Badać freski stopniowo, analizować wszystkie odkrycia i wykorzystywać odpowiednie środki techniczne.
- Rejestrować każde działanie za pomocą dokumentacji w postaci pisemnej, fotograficznej i filmowej.
- Stosować tylko takie metody i środki, które są proste, sprawdzone, nie szkodzą i są odwracalne.
- Naprawić pęknięcia i uszkodzenia strukturalne zagrażające stabilności zapraw.
- Usunąć warstwy brudu zawierające wosk ze świec i sadzę, które osadzały się na freskach na skutek palenia świec w ciągu 500 lat.
- Usunąć przemalowania autorstwa dawniejszych restauratorów, którzy starali się zatuszować efekty osadzania się sadzy i innych nawarstwień.
- Usunąć olej i tłuszcz zwierzęcy, który służył do zatuszowania obszarów wysoleń, w miejscach gdzie przesączała się woda.
- Usunąć krystaliczne nawarstwienia soli, które zabielały miejsca przeciekania wody.
- Zakonserwować miejsca, którym zagrażała dalsze niszczenie na skutek spęcherzeń i łuszczenia się.
- Odnowić te obszary, gdzie zniszczenia różnego rodzaju unieczytelniły szczegóły i spowodowały utratę integralności całości, np. wypełnienie dużych pęknięć i pomalowanie wypełnienia na kolor dopasowany do oryginału.
- Zachowanie w małych, określonych obszarach fizycznego dokumentu historii wcześniejszych restauracji, którym uległy malowidła.

### Przygotowania i metodyka
W 1979 Colalucci wykonał serię eksperymentów, by opracować odpowiednią metodykę restauracji fresków kaplicy Sykstyńskiej. Badania zostały rozpoczęte od testów na małych fragmentach fresku "Dysputa nad ciałem Mojżesza" pędzla Mattea de Lecce, który pod względem chemicznym i fizycznym podobny był do technik malarskich zastosowanych we freskach Michała Anioła. Próby znalezienia odpowiednich rozpuszczalników były kontynuowane na małych fragmentach w lunecie z przedstawieniem Eleazara i Matthana.